# 蒙古斑
蒙古斑或蒙古型藍印，也叫骶部色素斑，是一種良性的先天胎記，形狀不規則，邊緣呈波浪紋。蒙古斑是東亞人常見的胎記，故此以「蒙古」來命名。它亦普遍流行於東非及美洲原住民種族，欧洲人亦有一些機會發現蒙古斑，但因為他們的皮膚色素較深或較淡，相對上不易察覺。蒙古斑一般在出生後3至5年，最遲在青春期之前消散。

## 成因
而蒙古斑呈現藍色、瘀青色是因為真皮層的黑素細胞所致。當人體仍處於胚胎的狀態時，由於黑素細胞從神經脊移動到表皮時，未能穿透表皮和真皮交界處，困在真皮深部而形成蒙古斑。它在人體出現的時候，可能會只有一個較大的斑印，或者是多個比較小的斑印，最常在下腰椎部位、臀部、脅位（即腰間）、肩膀發現。
蒙古斑是一種獨有地在皮膚出現的遺傳紊亂，對人體並無害處，出現的機率亦沒有性別傾向，即是男或女都很可能會出現蒙古斑。亦有一些不認識蒙古斑成因和背景的人，會錯將蒙古斑當成瘀斑。

## 各地狀況
蒙古斑經常出現在蒙古族和其他東亞族群，例如漢族、朝鮮族、大和族、京族等。近乎所有東亞嬰兒都有一處，甚至多處的蒙古斑。有調查顯示，約95-100%的東亞人嬰兒會有蒙古斑，非洲人嬰兒出現的機率有90-95%，而美洲原住民則有85-90%。如果父或母其中一方為東亞洲人，嬰兒出現蒙古斑的機會亦相常高。
高加索人種（白人）人種方面，土生的歐洲人、中東人、北非人、印度次大陸人，有1-10%出現的可能。另外有50%-70%的拉丁美裔人會在出生擁有蒙古斑，分析指因為麥士蒂索人是拉丁美洲主要人種，而麥士蒂索人是由歐洲人和美洲原住民的混血兒。